# Atlanta-Feldzug

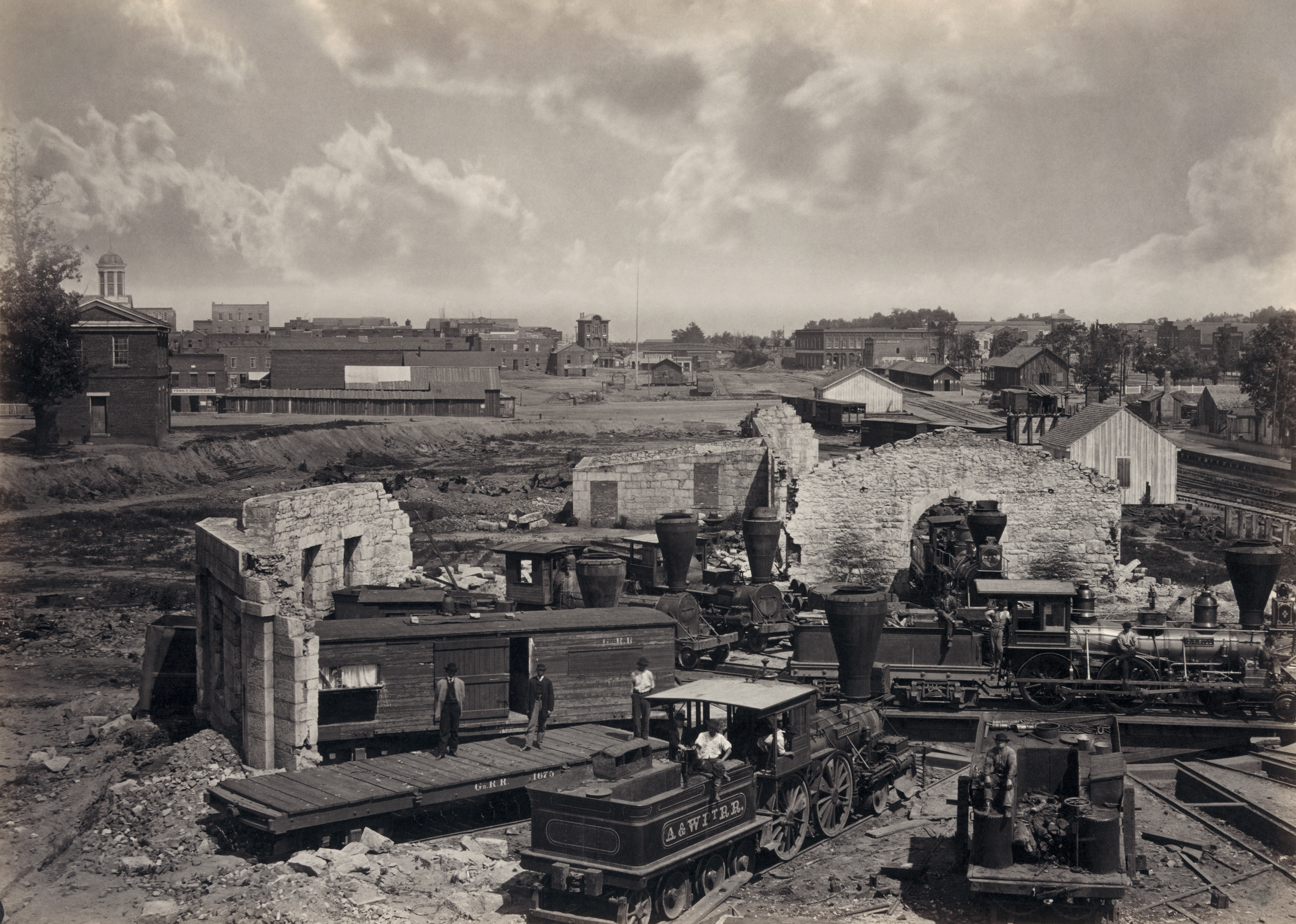
Zerstörte Eisenbahneinrichtungen in Atlanta (Aufnahme von 1866)

Der Atlanta-Feldzug war eine militärische Operation der Unionsstreitkräfte unter William Tecumseh Sherman in Nordgeorgia während des Amerikanischen Bürgerkrieges. In einer Serie von Kämpfen, die von Mai bis September 1864 dauerten, besiegten die Unionsarmeen die konföderierte Tennessee-Armee unter Joseph Eggleston Johnston (später unter John Bell Hood) und eroberten schließlich die strategisch und wirtschaftlich wichtige Stadt Atlanta. Ihr Erfolg trug wesentlich zur Wiederwahl Präsident Lincolns am 8. November 1864 bei, der – anders als sein Gegenkandidat McClellan – gegen eine Kompromisslösung mit der Konföderation eintrat. Der Feldzug gilt daher als entscheidend für den vollständigen Sieg des Nordens im Sezessionskrieg, hatte aber auch auf kultureller Ebene große Auswirkungen.

## Vorgeschichte und strategische Bedeutung
Mit dem Sieg in der Schlacht von Chattanooga war es den Nordstaaten im November 1863 endgültig gelungen, den Staat Tennessee zu sichern und dadurch das Tor für Operationen gegen andere konföderierte Staaten weiter im Süden zu öffnen.
Als besonders lohnendes operatives Ziel bot sich dabei der Eisenbahnknotenpunkt Atlanta in Georgia an, der während des Bürgerkriegs zu einer der wichtigsten Industriemetropolen des Südens aufgestiegen war. Die Einnahme dieser Stadt durch die Union würde dem Süden einen schweren Schlag zufügen und die Nordstaatler mitten ins Herzland der Konföderation, in den tiefen Süden, führen.
Darüber hinaus sah es der strategische Gesamtplan des neuen Oberbefehlshabers des Heeres, Generalleutnant Ulysses S. Grant, vor, die zahlenmäßig unterlegenen Südstaaten an möglichst vielen Punkten gleichzeitig zu bedrohen. Auf diese Weise wollte Grant verhindern, dass die Südstaaten wie in den Jahren zuvor Gebrauch von ihren inneren Linien machen und ihre Armeen je nach Situation durch Truppen aus weniger bedrohten Gebieten verstärken konnten.
Aus diesem Grund übergab Grant seinem engen Vertrauten William Tecumseh Sherman im Frühjahr 1864 eine schlagkräftige Armee in Nordgeorgia. Mit ihr wollte dieser die Stadt Atlanta erobern und die sie schützende konföderierte Tennessee-Armee besiegen.

## Die Oberbefehlshaber und ihre Kommandeure

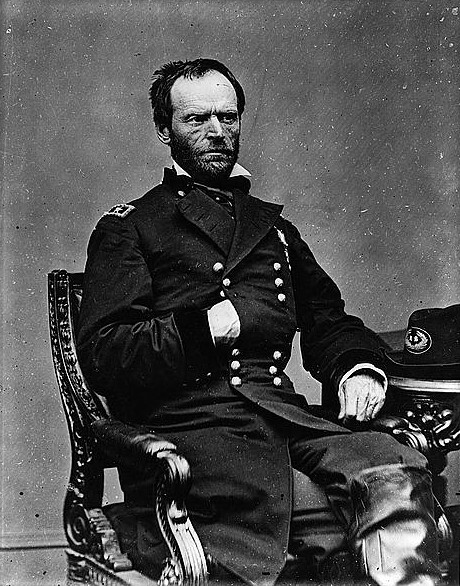
William T. Sherman

Sherman erhielt zu diesem Zweck das Kommando über die „Military Division of the Mississippi“. Neben mehreren Wehrbereichen (Departments) unterstanden ihm dabei auch drei große Feldarmeen.
Die stärkste der drei Armeen, die Cumberland-Armee, wurde von Generalmajor George Henry Thomas geführt, der sich in der Schlacht am Chickamauga ausgezeichnet hatte.
Generalmajor James Birdseye McPherson, den Sherman sehr schätzte, hatte den Befehl über Shermans ehemaliges Kommando, die Tennessee-Armee. Shermans kleinste Feldarmee, die Ohio-Armee kommandierte Generalmajor John McAllister Schofield. Inklusive der den verschiedenen Armeen untergeordneten Kavallerietruppen kam Sherman alles in allem auf rund 100.000 Mann.

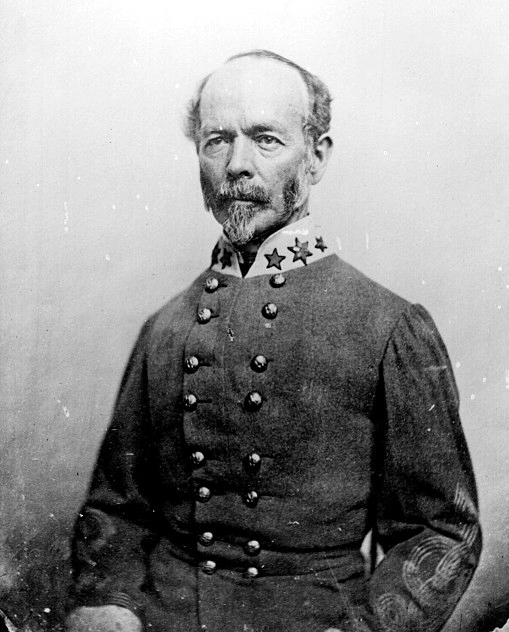
Joseph E. Johnston

Ihm gegenüber stand der konföderierte Feldherr Joseph Eggleston Johnston mit der Tennessee-Armee. Johnston, einer der ranghöchsten konföderierten Generäle, befehligte rund 50.000 Mann. Kurz nach Beginn des Feldzugs wurde er aber durch die konföderierte Mississippi-Armee unter Leonidas Polk auf rund 65.000 Mann verstärkt. Johnston, ein kluger, eher defensiv orientierter Taktiker, hatte seine Armee im Gebirge Nordgeorgias, in der Nähe von Dalton, aufgestellt und erwartete dort Ende April den Beginn von Shermans Offensive.

## Der Ort des Geschehens

### Gelände und Infrastruktur
Das Gelände entlang der rund 100 Meilen, die Sherman und seine Unionssoldaten auf dem Weg nach Atlanta zurücklegen mussten, schien für die Verteidigung geeigneter zu sein als für den Angriff. Es war gebirgig und von mehreren Flüssen in West-Ost-Richtung durchzogen. Die drei wichtigsten dabei waren, von Norden nach Süden, der Oostanaula River, der Etowah River und der Chattahoochee River.
Für beide Seiten entscheidend war außerdem die von Nord nach Süd verlaufende Bahnstrecke der Western and Atlantic Railroad (W&A). Sie war sowohl für Johnston als auch für Sherman eine unerlässliche Versorgungslinie und musste bei strategischen Überlegungen immer mit einkalkuliert werden. Als Versorgungs-, Rückzugs- und Vormarschlinie war die Eisenbahnstrecke für beide Seiten besonders wichtig.

### Die Stadt Atlanta
Die Stadt war 1836 als Endbahnhof für die Western&Atlantic entstanden und hatte 1861 9.000 Einwohner. Sie hatte während des Bürgerkrieges stark an Bedeutung gewonnen. Zum Zeitpunkt des Feldzuges wurde sie, was industrielle Bedeutung anging, nur von der Hauptstadt Richmond übertroffen.
In Atlanta traf sich die W&A-Bahnstrecke mit drei weiteren Bahnstrecken:
- die Strecke der Georgia Railroad aus Osten von Augusta (Georgia) an der Grenze zu South Carolina,
- die Strecke der Atlanta and West Point Railroad aus Südwesten von Montgomery in Alabama und
- die Strecke der Macon and Western Railroad aus Südosten.

## Der Feldzug

### Von Rocky Face Ridge nach Kennesaw Mountain
Die ersten größeren Gefechte des Feldzuges entbrannten Anfang Mai 1864 bei Dalton in der Gegend des Rocky Face Ridge, wo Shermans Truppen auf zähen Widerstand der eingegrabenen Konföderierten trafen. Er entschloss sich, mit der Masse seiner Kräfte einen Ablenkungsangriff gegen Johnstons Linien durchzuführen, während McPhersons Tennessee-Armee die linke Flanke der Konföderierten umgehen sollte. Danach sollte McPherson Johnston weiter südostwärts bei Resaca am Oostanaula im Rücken angreifen und seine Hauptnachschublinie, die W&A-Bahnstrecke, unterbrechen. McPherson traf jedoch auch hier auf starken Widerstand und Sherman eilte ihm daraufhin mit dem Rest seiner Streitmacht zur Hilfe.
Drei Tage lang, vom 13. bis zum 15. Mai, versuchte er hier erneut ohne Erfolg Schwachstellen in Johnstons Front zu finden, woraufhin er wiederum die linke Flanke der Konföderierten umging und Johnston zum Rückzug nach Süden zwang. Am 18. Mai fiel Rome an Truppen der Nordstaaten. Während des Rückzugs versuchte Johnston am 19. Mai bei Cassville eine von Shermans getrennt marschierenden Armeen mit einer Übermacht anzugreifen. Sein Plan sah vor, Schofields Ohio-Armee frontal mit Polks Korps zu attackieren, während ihr John Bell Hood mit seinem Korps in die rechte Flanke fallen sollte. Hood bemerkte aber seinerseits Unionstruppen, die seine Flanke und seinen Rücken bedrohten, und brach den Angriff daher ab. Polk und Hood bezogen daraufhin zusammen mit Johnstons drittem Korps unter General Hardee bei Cassville eine Verteidigungsstellung, die sie aber kurz darauf wieder räumten.
Johnstons nächste Verteidigungslinie war einige Meilen südlicher am Allatoona Pass, in der Nähe der Stadt Cartersville. Auch diese Position erwies sich als ein starkes Hindernis für Sherman, der sie deshalb nicht angreifen wollte. Wie schon zuvor umging er stattdessen Johnstons Flanke und zwang ihn so zum Rückzug. Er konnte Johnstons Verbindungs- und Rückzugslinie aber nicht durchtrennen, da Johnston die Bewegung vorhergesehen und südwestlich davon bei New Hope Church Stellung bezogen hatte. Sherman unterschätzte hier die Stärke von Johnstons Truppen und befahl einem seiner Korps den Angriff, welcher blutig zurückgeschlagen wurde. Ein Gegenangriff der Konföderierten bei Dallas blieb aber ebenso erfolglos, und Sherman marschierte ostwärts, um Johnstons Versorgungslinie wieder zu bedrohen.
In der Folgezeit standen sich die Armeen Anfang Juni in der Gegend des Pine Mountain gegenüber und tasteten sich ab, wobei Leonidas Polk, der eines von Johnstons Korps befehligte, tödlich verwundet wurde. Erneut zwang Sherman Johnston durch seine Umgehungs- und Überlappungsmanöver zum Rückzug. Die Konföderierten bezogen daraufhin bei Kennesaw Mountain eine starke Verteidigungsstellung. Sherman witterte hier dennoch eine Chance für einen Frontalangriff, der am 27. Juni ohne Erfolg durchgeführt wurde: Die fest eingegrabenen Konföderierten wehrten alle Versuche der Nordstaatler, ihre Linien zu durchbrechen, unter hohen Verlusten für die Angreifer ab.

### Von Marietta bis zur Schlacht von Atlanta

Detaillierte Karte des Atlanta-Feldzuges

Johnston gelang es durch diesen Sieg, Sherman mehrere Tage in der Gegend von Marietta und Kennesaw Mountain aufzuhalten. Der Feldherr der Konföderierten musste seine Linie aber schlussendlich doch wieder räumen, da erneut die Gefahr einer Umgehung bestand.
Seine neue Defensivlinie verlief entlang des Flusses Chattahoochee, nur wenige Meilen nördlich von Atlanta, aber auch diese wurde von Sherman bald umgangen, und Johnston zog sich noch einmal zurück, dieses Mal bis kurz vor Atlanta.
In der Zwischenzeit hatte man in Richmond, der konföderierten Hauptstadt, mit Befremden auf Johnstons Manöver reagiert. Zwar hatte der konföderierte Feldherr den zahlenmäßig überlegenen Sherman zwei Monate lang im Gebirge von Nordgeorgia aufgehalten und ihm einige taktische Niederlagen bereitet, doch hatte er immer mehr Gebiet aufgegeben, so dass Sherman inzwischen praktisch vor den Toren Atlantas stand. Als Johnston außerdem auf eine Anfrage von Präsident Davis nach seinen Plänen für weitere Operationen nur vage antwortete, entließ dieser den in seinen Augen zu defensiv agierenden General, mit dem er sich schon zuvor mehrmals gestritten hatte. Zu Johnstons Nachfolger berief er am 17. Juli den Wahl-Texaner John Bell Hood, der bis dato eines der Korps der Tennessee-Armee kommandiert hatte. Von ihm erwartete sich der Präsident ein offensiveres Vorgehen gegen die Invasionsarmee.

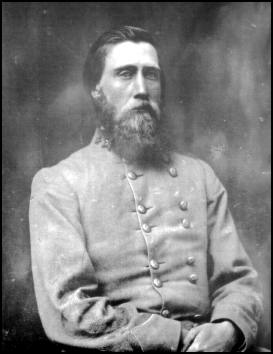
John Bell Hood, der Nachfolger von Joseph Johnston als Oberbefehlshaber der Tennessee-Armee

Hood griff Shermans Truppen auch sogleich an, wurde aber am Peachtree Creek von der Cumberland-Armee unter hohen Verlusten abgewehrt.
Auch ein zweiter Angriff Hoods, dieses Mal auf die Tennessee-Armee der Union am 22. Juli scheiterte. Zu den Gefallenen dieses Tages gehörte auch der Oberbefehlshaber der Tennessee-Armee, General McPherson – ein enger Freund Hoods aus West-Point-Tagen.

### Belagerung und Fall
Nachdem Sherman von Norden und Osten Atlanta nicht hatte einnehmen können, verlegte er seinen Schwerpunkt nach Westen und bedrohte die Stadt von dort mit der Tennessee-Armee, nun unter Generalmajor Oliver Otis Howard. Hood begegnete dieser Bewegung mit einem Gegenangriff bei Ezra Church am 28. Juli. Der Angriff scheiterte, konnte aber verhindern, dass Howard Hoods letzte Versorgungslinie durchtrennen konnte. Auch ein erneuter Angriff Shermans auf diese Linie, dieses Mal mit Schofields Ohio-Armee, scheiterte.

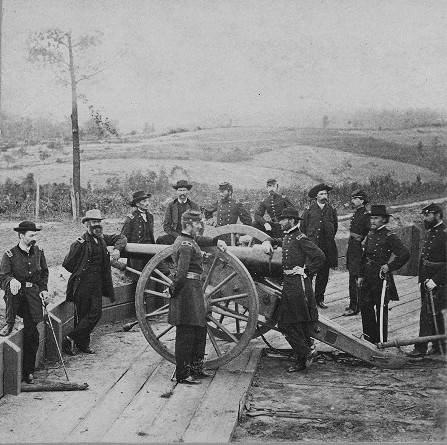
US-General William T. Sherman und sein Stab außerhalb von Atlanta

Sherman entschloss sich nun, die Stadt zu belagern, grub sich vor Atlanta ein und begann die Stadt zu beschießen. Die nächsten Wochen war es vor allem die Kavallerie unter General Wheeler (CS) und General Kilpatrick (US), die durch ihre Raids immer wieder Kampfhandlungen entfachten und die Nachschublinien ihrer Gegner sabotierten.
Ende August 1864 unternahm Sherman einen erneuten, groß angelegten Angriff gegen Hoods letzte eisenbahngestützte Versorgungslinie. Er schickte daher das Gros seiner Streitmacht auf einen langen Marsch nach Jonesborough, südlich von Atlanta. Es gelang ihm zwar nicht, das sich ihm dort entgegenstellende konföderierte Korps General Hardees zu vernichten, aber er überrannte dessen Stellungen und nahm die Macon-&-Western-Bahnstrecke ein. Wie von ihm erwartet, evakuierte Hood daraufhin die Stadt, die am 2. September kapitulierte und von US-Truppen besetzt wurde. Tags darauf marschierte der Großteil von Shermans Truppen in Atlanta ein, und Sherman telegrafierte an Lincoln: Atlanta is ours and fairly won. („Atlanta ist unser, und redlich errungen.“) Sein Sieg hatte die Nordstaaten 31.687 Soldaten gekostet, die Verluste des Südens beliefen sich auf 34.979 Mann. Andere Schätzungen gehen von jeweils rund 40.000 Mann Verlusten auf beiden Seiten aus (siehe ebenda).

## Logistik

### Bedeutung der Eisenbahn im Amerikanischen Bürgerkrieg
Der amerikanische Bürgerkrieg gilt oft als der „erste moderne Krieg“. Ein Grund dafür war die zunehmende Bedeutung der Eisenbahn für die Kriegführung. Die Eisenbahn ermöglichte es, große Anzahlen von Verbänden, große Mengen von Versorgungsgütern sowie Verpflegung für Mensch und Tier schnell und effizient über große Entfernungen zu transportieren. Für die beteiligten Armeen war es deshalb überlebenswichtig, nicht von ihren Eisenbahnverbindungen in das Hinterland abgeschnitten zu werden.

### Logistik der Unionsstreitkräfte

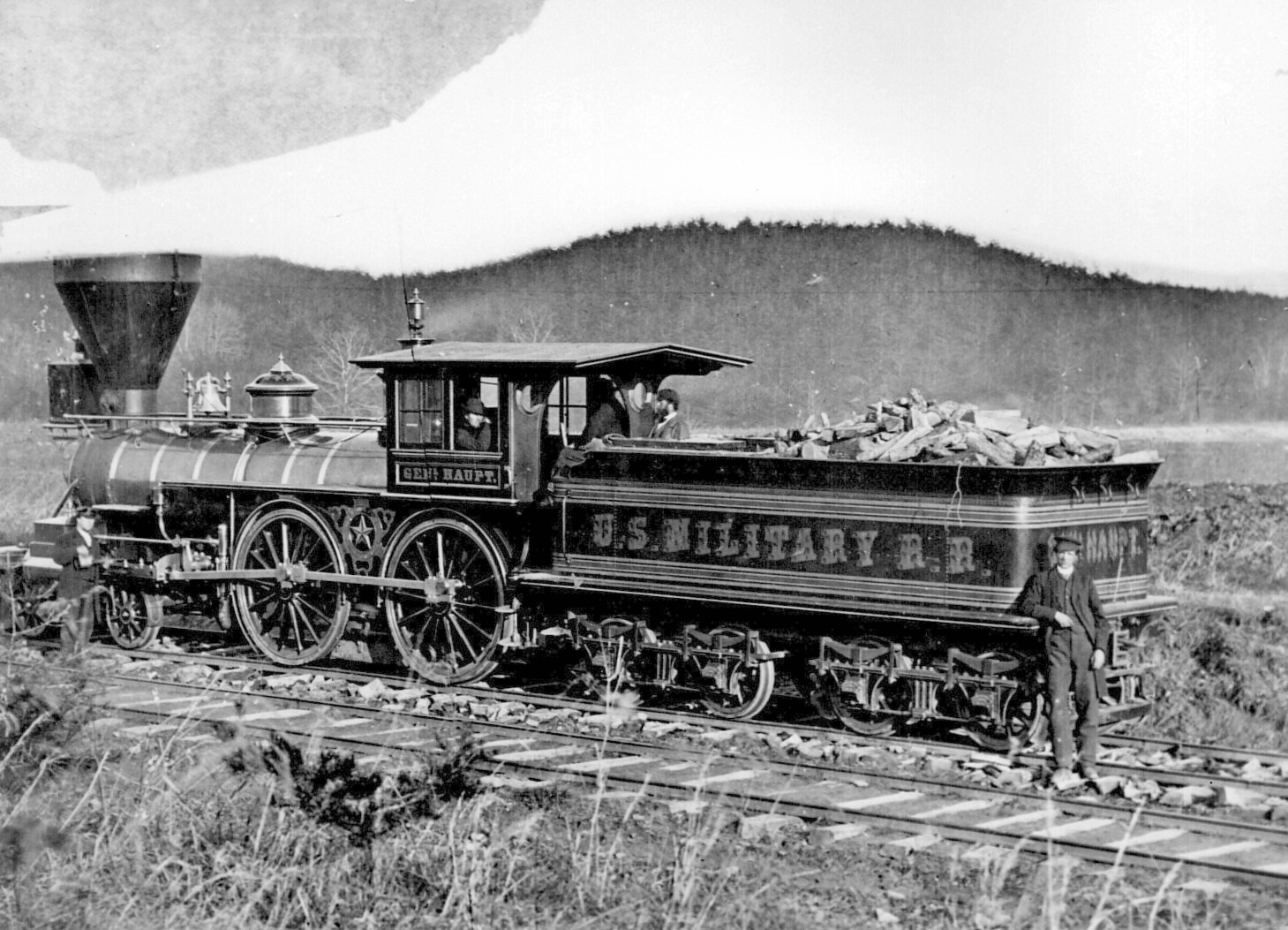
US-Militär-Dampflok General Haupt, 1863 gebaut.

Das Hauptversorgungsdepot für den westlichen Kriegsschauplatz befand sich in Louisville, Kentucky, 473 Meilen von Atlanta entfernt. Das für den Atlanta-Feldzug zuständige Depot lag in Nashville, Tennessee. Aus ihm wurden die Versorgungsgüter mit der Eisenbahn und auf dem Cumberland River mit Schiffen zum vorgeschobenen Versorgungsdepot in Chattanooga transportiert.
Aus dem vorgeschobenen Depot wurden die Versorgungsgüter mit der W&A in frontnahe Felddepots transportiert. Diese Felddepots rückten mit den angreifenden Truppen entlang der Eisenbahnstrecke weiter nach Süden vor, sobald die im Zuge der Kampfhandlungen beschädigten Schienen wieder repariert waren. Aus den Felddepots wurden die Armeen mit von Maultieren und Ochsen gezogenen Wagen versorgt. Zu Beginn des Feldzuges gab es über 5.180 Wagen, 28.000 Pferde und 32.000 Maultiere.
Sherman plante auf der Western-&-Atlantic-Bahnstrecke bis zu 130 Transporte täglich nahe an die Front zu bringen. Dazu standen ihm 1.000 Wagen und 100 Dampflokomotiven zur Verfügung. Wegen der ständigen Raids der konföderierten Kavallerie im Rücken der kämpfenden Armeen hatte Sherman das Hauptdepot für die Reparatur der Lokomotiven und Gleise nach Ringgold, Georgia, südwestlich von Chattanooga, verlegt. Er schuf eine Division, die nur zum Schutz der Verbindungs- und Versorgungslinien eingesetzt war und entlang der Eisenbahnlinie disloziert war. Sie schützte ebenfalls die zur Reparatur eingesetzten Trupps. So gelang es Sherman, Schienen, Brücken und Telegrafenverbindungen sehr schnell zu reparieren. Auf Seiten der Konföderierten soll ob dieser Effektivität das Gerücht kursiert haben, Sherman trage ein Duplikat jeder wichtigen Brücke und jedes wichtigen Tunnels auf dem Weg nach Atlanta mit sich.

### Logistik der konföderierten Armee
Wie auch für die Nordstaaten war die W&A die „Aorta“ von Johnstons Tennessee-Armee. Die Konföderierten hatten aber den Vorteil, im Verlauf des Feldzugs zunehmend näher an ihr Versorgungsdepot Atlanta zu kommen, was ihre Versorgung deutlich erleichterte. In Atlanta hing ihr Nachschub dann vor allem von der nach Süden führenden Atlantic & West Point und von der Macon & Western Railroad ab, da die Georgia Railroad bereits früh von den Nordstaaten blockiert wurde.

## Nach dem Feldzug

### Politische und militärische Konsequenzen
Der Atlanta-Feldzug hatte weitreichende politische Konsequenzen. Der wichtige Unionssieg kam für Lincoln genau zum richtigen Zeitpunkt. Im Osten war es General Grant bis dato trotz mehrerer extrem blutiger Schlachten (siehe Schlacht in der Wilderness, Schlacht bei Spotsylvania Court House, Schlacht von Cold Harbor) noch nicht gelungen, die konföderierte Hauptstadt Richmond einzunehmen und Lees Nord-Virginia-Armee eine entscheidende Niederlage zu bereiten, was zu einem Erstarken der oppositionellen Kriegsgegner geführt hatte. Shermans Sieg aber stärkte dem Präsidenten den Rücken und er gewann am 8. November 1864 überzeugend die Wiederwahl mit 212 von 233 Wahlmännerstimmen. Außerdem beraubte er den Süden einer seiner wichtigsten Städte und ebnete den Weg für weitere Operationen tief im Herzen des Südens, wie zum Beispiel Shermans „Shermans Marsch zum Meer“ nach Savannah im Herbst 1864 oder, darauf aufbauend, der Carolina-Feldzug 1865.

### Die Stadt Atlanta

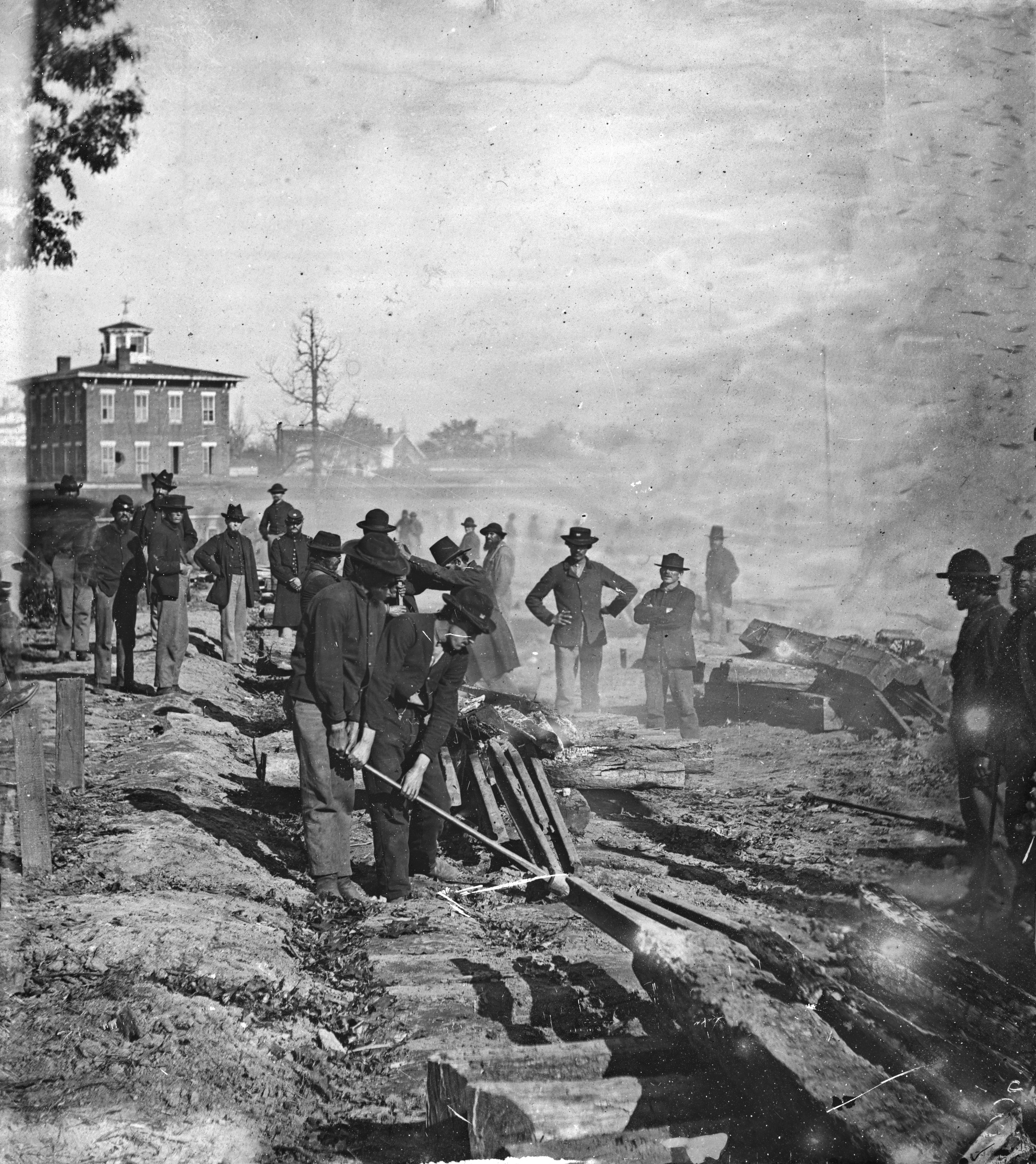
Zerstörung von Eisenbahnanlagen bei Atlanta durch Truppen der Nordstaaten

Für die Stadt Atlanta selbst waren die Kämpfe und die Eroberung eine Katastrophe. Die sich zurückziehenden Südstaatler hatten bereits alles angezündet, was militärischen Wert besaß. Dabei explodierte auch ein Munitionszug, da dieser nicht mehr die Stadt verlassen konnte und den Gegnern nicht in die Hand fallen sollte. Die Unionstruppen vollendeten die Verwüstungen, indem auch die restliche wirtschaftliche Basis der Stadt zerstört wurde und weite Teile der Bevölkerung in das Umland zwangsevakuiert wurden. Dies sollte der Sicherung des Hinterlandes dienen und Shermans Marsch zum Meer sichern. Dennoch kehrten die Bewohner nur einige Monate später zurück und bauten, obwohl zu diesem Zeitpunkt etwa 90 Prozent der Gebäude zerstört waren, ihre Stadt schnell wieder auf, so dass die Stadt den Spitznamen Phoenix City bekam. Bereits 1868 wurde Atlanta zur Hauptstadt von Georgia ernannt.

### Kulturelle Auswirkungen
Auch auf kultureller Ebene hatte der Fall und die Zerstörung von Atlanta große Auswirkungen. Literarisch wurde ihm durch Margaret Mitchell in Vom Winde verweht (1936) ein Denkmal gesetzt, eines der bekanntesten und meistübersetzten Bücher der Weltliteratur. Auch der filmischen Umsetzung mit Vivien Leigh und Clark Gable aus dem Jahre 1939 war ein enormer Erfolg beschieden, beide Werke verklärten das Bild des untergehenden Südens (Lost Cause). Im Film ist die Belagerung und die Flucht der Bewohner von Atlanta zu sehen.

### Kriegsgräber
Entlang des Weges der am Feldzug beteiligten Armeen gibt es viele Friedhöfe mit Kriegsgräbern. Der Marietta-Nationalfriedhof mit etwa 10.000 Gräbern ist der einzige Nationalfriedhof des Landes, auf dem der gefallenen Soldaten des Atlanta-Feldzuges gedacht werden kann.